# Week St Mary
 (septembre 2023).
Pour les articles homonymes, voir Week.
Week St Mary est une paroisse civile et un village des Cornouailles, en Angleterre.